# Don Frye
Donald Frye (23 de noviembre de 1965) es un artista marcial mixto y luchador profesional estadounidense. Frye es famoso por haber ganado el UFC 8 y el Ultimate Ultimate 1996.

## Biografía
Don Frye comenzó a luchar en la Escuela de Secundaria Buena en Sierra Vista, Arizona, más tarde en la Universidad Estatal de Arizona en 1984, donde fue entrenado por su futuro compatriota en Ultimate Fighting Championship y leyenda, entonces ayudante de lucha libre, Dan Severn. En 1987, ganó eventos de lucha libre olímpica y lucha grecorromana durante una eliminatoria Olímpica. Un año más tarde, se trasladó a la Universidad Stillwater del Estado de Oklahoma, donde se encontró con otra futura estrella de UFC entre sus compañeros de equipo: Randy Couture.
Después de la universidad, Frye entrenó el boxeo durante un año y medio e hizo su debut profesional el 28 de agosto de 1989 en Phoenix, Arizona, anotándose un nocaut en el primer asalto sobre Luis Mora. Esta sería su primera y única pelea de boxeo, cuando se retiró y pasó a trabajar como bombero y técnico médico de emergencia. Durante este tiempo, Frye también entreno judo y obtuvo el rango de cinturón negro segundo dan.

## Vida personal
Frye está casado y la pareja tiene dos hijas.

## Campeonatos y logros

### Artes marciales mixtas
- Ultimate Fighting Championship
  - Ganador del torneo UFC 8
  - Ganador del torneo Ultimate Ultimate 1996
  - Subcampeón del torneo UFC 10

- Wrestling Observer Newsletter
  - Pelea del Año (2002) vs. Yoshihiro Takayama el 23 de junio

### Lucha profesional
- New Japan Pro Wrestling
  - G1 World (2001)
  - Inoki Final Tournament (1998)

## Registro en artes marciales mixtas
| Resultado     | Récord     | Oponente           | Método                                                   | Evento                               | Fecha                    | Ronda | Tiempo | Localización        | Notas                                                        |
| ------------- | ---------- | ------------------ | -------------------------------------------------------- | ------------------------------------ | ------------------------ | ----- | ------ | ------------------- | ------------------------------------------------------------ |
| Derrota       | 20–9–1 (1) | Ruben Villareal    | KO (golpes)                                              | Gladiator Challenge: Mega Stars      | 11 de diciembre de 2011  | 1     | 2:30   | Lincoln, California | Por el Campeonato de Peso Semipesado de Gladiator Challenge. |
| Derrota       | 20–8–1 (1) | Dave Herman        | TKO (golpes)                                             | Shark Fights 6                       | 12 de septiembre de 2009 | 1     | 1:00   | Amarillo, Texas     |                                                              |
| Victoria      | 20–7–1 (1) | Ritch Moss         | Sumisión (rear-naked choke)                              | Shark Fights 4                       | 2 de mayo de 2009        | 1     | 2:48   | Lubbock, Texas      |                                                              |
| Derrota       | 19–7–1 (1) | Ikuhisa Minowa     | Sumisión (kneebar)                                       | Deep: Gladiator                      | 16 de agosto de 2008     | 1     | 3:56   | Okayama             |                                                              |
| Victoria      | 19–6–1 (1) | Bryan Pardoe       | KO (golpes)                                              | NLF: Heavy Hands                     | 26 de enero de 2008      | 1     | 0:47   | Dallas, Texas       |                                                              |
| Derrota       | 18–6–1 (1) | James Thompson     | TKO (golpes)                                             | PRIDE 34                             | 8 de abril de 2007       | 1     | 6:23   | Saitama             |                                                              |
| Victoria      | 18–5–1 (1) | Kim Min-Soo        | KO (golpe)                                               | Hero's 7                             | 9 de octubre de 2006     | 2     | 2:47   | Yokohama            |                                                              |
| Victoria      | 17–5–1 (1) | Yoshihisa Yamamoto | Sumisión (rear-naked choke)                              | Hero's 6                             | 5 de agosto de 2006      | 1     | 4:52   | Tokio               |                                                              |
| Empate        | 16–5–1 (1) | Ruben Villareal    | Empate                                                   | King of the Cage: Predator           | 13 de mayo de 2006       | 3     | 5:00   | Globe, Arizona      |                                                              |
| Victoria      | 16–5 (1)   | Akebono Taro       | Sumisión (guillotine choke)                              | Hero's 5                             | 3 de mayo de 2006        | 2     | 3:50   | Tokio               |                                                              |
| Derrota       | 15–5 (1)   | Yoshihiro Nakao    | Decision (unánime)                                       | K-1 Premium 2004 Dynamite            | 31 de diciembre de 2004  | 3     | 5:00   | Osaka               |                                                              |
| Sin resultado | 15–4 (1)   | Yoshihiro Nakao    | Sin resultado (corte causado por un cabezazo accidental) | K-1 MMA ROMANEX                      | 22 de mayo de 2004       | 1     | 1:19   | Saitama             |                                                              |
| Derrota       | 15–4       | Gary Goodridge     | KO (patada a la cabeza)                                  | PRIDE Shockwave 2003                 | 31 de diciembre de 2003  | 1     | 0:39   | Saitama             |                                                              |
| Derrota       | 15–3       | Mark Coleman       | Decisión (unánime)                                       | PRIDE 26                             | 8 de junio de 2003       | 3     | 5:00   | Yokohama            |                                                              |
| Derrota       | 15–2       | Hidehiko Yoshida   | Sumisión (armbar)                                        | PRIDE 23                             | 24 de noviembre de 2002  | 1     | 5:32   | Tokio               |                                                              |
| Victoria      | 15–1       | Yoshihiro Takayama | TKO (golpes)                                             | PRIDE 21                             | 23 de junio de 2002      | 1     | 6:10   | Saitama             | Pelea del Año (2002).                                        |
| Victoria      | 14–1       | Ken Shamrock       | Decisión (dividida)                                      | PRIDE 19                             | 24 de febrero de 2002    | 3     | 5:00   | Saitama             |                                                              |
| Victoria      | 13–1       | Cyril Abidi        | Sumisión (rear-naked choke)                              | Inoki Bom-Ba-Ye 2001                 | 31 de diciembre de 2001  | 2     | 0:33   | Saitama             |                                                              |
| Victoria      | 12–1       | Gilbert Yvel       | Descalificación (sostener cuerdas)                       | PRIDE 16                             | 24 de septiembre de 2001 | 1     | 7:27   | Osaka               |                                                              |
| Victoria      | 11–1       | Eric Valdez        | Sumisión (estrangulación)                                | Unified Shoot Wrestling Federation 5 | 20 de junio de 1997      | 1     | 0:49   | Amarillo, Texas     |                                                              |
| Victoria      | 10–1       | Tank Abbott        | Sumisión (rear-naked choke)                              | Ultimate Ultimate 1996               | 7 de diciembre de 1996   | 1     | 1:22   | Birmingham, Alabama | Ganó el Torneo de Ultimate Ultimate 1996.                    |
| Victoria      | 9–1        | Mark Hall          | Sumisión (achilles lock)                                 | Ultimate Ultimate 1996               | 7 de diciembre de 1996   | 1     | 0:20   | Birmingham, Alabama |                                                              |
| Victoria      | 8–1        | Gary Goodridge     | TKO (retiro)                                             | Ultimate Ultimate 1996               | 7 de diciembre de 1996   | 1     | 11:19  | Birmingham, Alabama |                                                              |
| Victoria      | 7–1        | Mark Hall          | Sumisión (forearm choke)                                 | U-Japan                              | 17 de noviembre de 1996  | 1     | 5:29   | Japón               |                                                              |
| Derrota       | 6–1        | Mark Coleman       | TKO (golpes)                                             | UFC 10                               | 12 de julio de 1996      | 1     | 11:34  | Birmingham, Alabama | Perdió el Torneo de UFC 10.                                  |
| Victoria      | 6–0        | Brian Johnston     | Sumisión (codazo)                                        | UFC 10                               | 12 de julio de 1996      | 1     | 4:37   | Birmingham, Alabama |                                                              |
| Victoria      | 5–0        | Mark Hall          | TKO (golpes)                                             | UFC 10                               | 12 de julio de 1996      | 1     | 10:21  | Birmingham, Alabama |                                                              |
| Victoria      | 4–0        | Amaury Bitetti     | TKO (golpes)                                             | UFC 9                                | 17 de mayo de 1996       | 1     | 9:22   | Detroit, Míchigan   |                                                              |
| Victoria      | 3–0        | Gary Goodridge     | Sumisión (posición)                                      | UFC 8                                | 16 de febrero de 1996    | 1     | 2:14   | Bayamón             | Ganó el Torneo de UFC 8.                                     |
| Victoria      | 2–0        | Sam Adkins         | TKO (parada médica)                                      | UFC 8                                | 16 de febrero de 1996    | 1     | 0:48   | Bayamón             |                                                              |
| Victoria      | 1–0        | Thomas Ramírez     | KO (golpe)                                               | UFC 8                                | 16 de febrero de 1996    | 1     | 0:08   | Bayamón             |                                                              |

## Registro en boxeo
| Resultado | Récord | Oponente  | Método | Evento | Fecha     | Asalto | Tiempo | Localización     |
| --------- | ------ | --------- | ------ | ------ | --------- | ------ | ------ | ---------------- |
| Victoria  | 1–0    | Luis Mora | KO     |        | 28-8-1989 | 1      |        | Phoenix, Arizona |

## Registro en kickboxing
| Resultado | Récord | Oponente         | Método                 | Evento          | Fecha                | Asalto | Tiempo | Localización |
| --------- | ------ | ---------------- | ---------------------- | --------------- | -------------------- | ------ | ------ | ------------ |
| Derrota   | 0–1    | Jérôme Le Banner | KO (gancho de derecha) | Pride Shockwave | 28 de agosto de 2002 | 1      | 1:30   | Tokio        |

## Filmografía
| Año  | Título                                     | Papel                  |
| ---- | ------------------------------------------ | ---------------------- |
| 2004 | Godzilla: Final Wars                       | Coronel Douglas Gordon |
| 2005 | No Rules                                   | Peleador 1978          |
| 2005 | Nagurimono: Love & Kill                    |                        |
| 2006 | Miami Vice                                 | arias "Hermano"        |
| 2006 | The Ant Bully                              | Soldado Hormiga        |
| 2006 | Honor                                      | Shay                   |
| 2006 | Just Another Romantic Wrestling Comedy     | Rocco Piedra           |
| 2007 | Big Stan                                   | Miembro Nazi           |
| 2009 | Public Enemies                             | Clarence Hurt          |
| 2010 | 13                                         | Manipulador No.1       |
| 2013 | Within                                     | Hombre Curtido         |
| 2014 | Noah                                       | Guerrero               |
| 2014 | Stick 10: The United League of Stereotypes | Matt Ninesister        |